# Krążowniki rakietowe typu Virginia
Krążowniki rakietowe typu Virginia – amerykańskie krążowniki rakietowe z napędem atomowym, które zaczęły wchodzić do służby w US Navy w 1976. Zbudowano 4 okręty które w ramach oszczędności po zakończeniu zimnej wojny zaczęto wycofywać ze służby w 1993. Po wycofaniu ze służby ostatniej jednostki w 1998 okręty poddano procesowi dezaktywacji, a następnie złomowano.

## Historia
Pod koniec lat 60. w Stanach Zjednoczonych zaczęły się prace nad nowymi dużymi okrętami rakietowymi z napędem atomowym których konstrukcja była rozwinięciem jednostek typu California. Nowe okręty klasyfikowano początkowo jako duże niszczyciele rakietowe aby ostatecznie klasyfikować je jako krążowniki rakietowe z napędem atomowym. Napęd atomowy wybrano w celu zapewnienia okrętom dużej prędkości i zasięgu niezbędnych do eskortowania grup uderzeniowych których trzonem były szybkie lotniskowce. Planowano budowę 5 okrętów jednak ostatecznie zbudowano tylko 4. Okręty wchodziły do służby w latach 1976 – 1980 i były ostatnimi zbudowanymi dla US Navy okrętami nawodnymi (oprócz lotniskowców) wyposażonymi w napęd atomowy. Po zakończeniu zimnej wojny w Stanach Zjednoczonych znacznie ograniczono budżet wojskowy. Oszczędności szukano także w marynarce wojennej. Na początku lat 90. podjęto decyzję o wycofaniu krążowników ze służby argumentując to zbyt dużą załogą i kosztownym w utrzymaniu napędem atomowym. Z uwagi na dobry stan jednostek, ich relatywną nowoczesność i fakt że były eksploatowane przez połowę czasu na jaki były projektowane rozważano przedłużenie ich służby i modernizację zakładającą m.in. montaż wyrzutni pocisków pionowego startu systemu VLS. Ostatecznie z przyczyn finansowych zrezygnowano z tego pomysłu i wszystkie krążowniki typu Virginia wycofano ze służby do 1998.